# 筧泰彦
筧 泰彦（かけひ やすひこ、1908年3月18日 - 2000年1月11日）は、日本の思想史学者・倫理学者・国体学者・神道思想家。学習院大学文学部哲学科名誉教授。

## 略歴
筧克彦の次男として1908年に生まれる。府立一中、静岡高校文科乙類を経て、1935年東京帝国大学文学部倫理学科卒業し、同大学大学院に入学。ここで和辻哲郎に日本倫理思想史、ドイツ哲学などを教わった。
その後東京帝国大学文学部講師を経て、1949年学習院大学文学部哲学科教授　1978年同大学名誉教授となった。1980年勲三等瑞宝章を受章。
日本倫理学会評議員、日本思想史学会評議員、文部省教科用図書検定調査審議会委員等も歴任している。
2000年1月11日、前立腺癌のため死去。墓所は青山霊園(1イ2-15)。

## 研究
思想史学者として自らの父を研究対象とするという機会に恵まれた。同時に倫理学者としては主著「日本語と日本人の発想」にあるように　必ずしも倫理学者としての専攻にとらわれず、父克彦の国体学、古神道学の基礎的教養となったような日本人独特の思想が日本語と密接しているという、日本文化を通貫する特質に関する知識を生かした独特の学説を展開した。
晩年は筧水会を主宰し、古事記や国体学・古神道学を日本文化思想史の立場から研究した。

## 教え子
- 小澤富夫 (元玉川学園女子短期大学教授、日本思想史学)
- 新川哲雄（学習院大学文学部哲学科名誉教授、日本思想史学）
- 山本眞功（元玉川大学リベラルアーツ部教授　日本思想史学）
- 小島康敬（国際基督教大学名誉教授　日本思想史学）

## 主著
- 『中世武家家訓の研究』風間書房、1967年
- 『日本語と日本人の発想』日本教文社、1984年
- 『日本人の倫理思想』（小沢富夫と編著、東宣出版、1970年）